# Gestreifte Palmenhörnchen

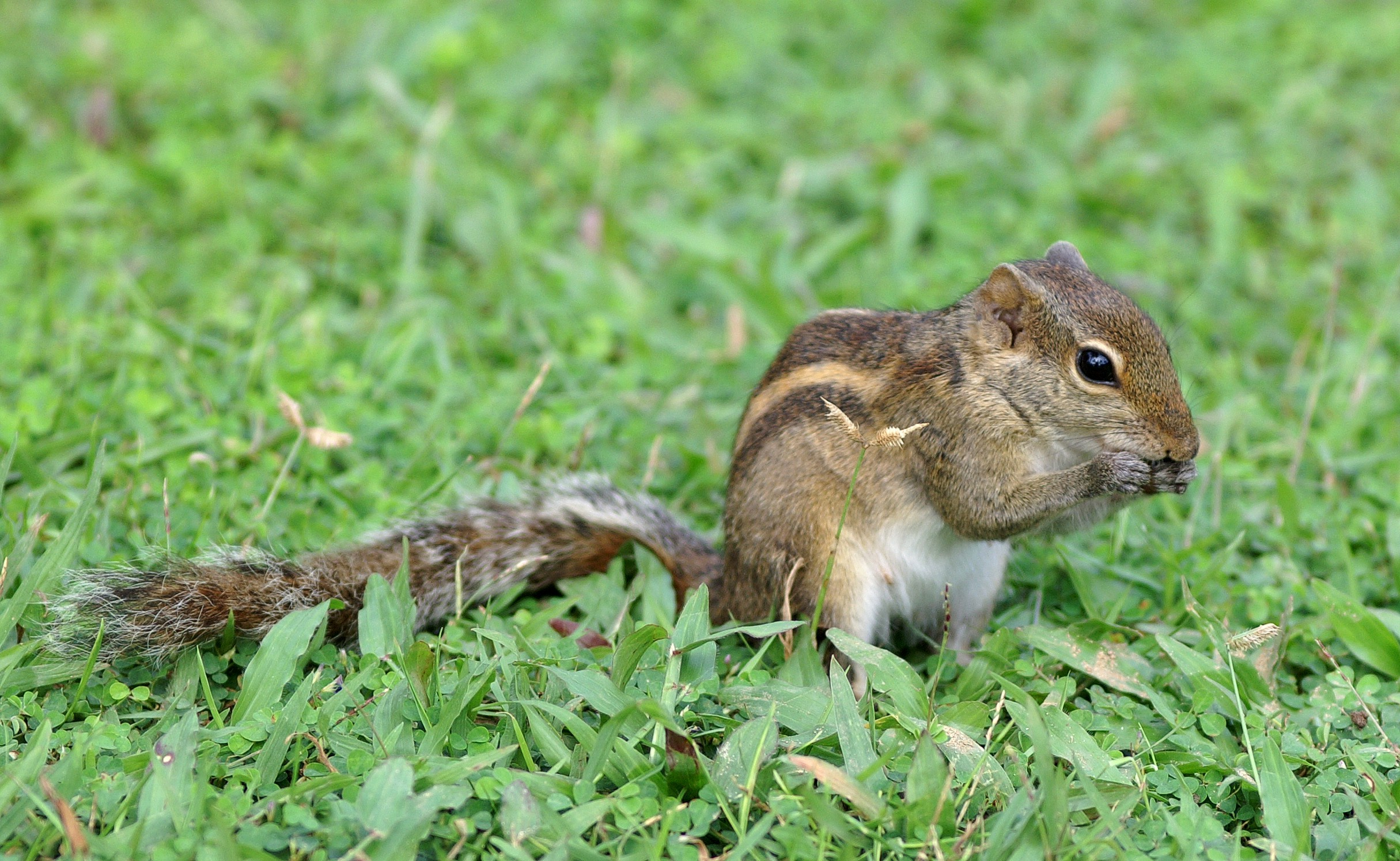
Indisches Palmenhörnchen (Funambulus palmarum) auf Sri Lanka

Die Gestreiften Palmenhörnchen (Funambulus), auch Echte Palmenhörnchen, sind eine Gattung südasiatischer Hörnchen. Äußerlich ähneln sie den Streifenhörnchen, mit denen sie aber nicht näher verwandt sind.

## Merkmale
Das Fell ist weich und je nach Art hellgrau, braun oder schwarz. Über den Rücken laufen drei helle Längsstreifen. Die Unterseite ist beim Layard-Palmenhörnchen rotbraun, bei den anderen Arten weiß. Die Kopf-Rumpf-Länge beträgt ungefähr 15 Zentimeter, hinzu kommen etwa 15 Zentimeter Schwanz.

## Lebensweise
Die einzelnen Arten leben in unterschiedlichen Habitaten. Manche sind in der Wipfelregion dichter Regenwälder beheimatet, andere leben in offenem Buschland. Die Palmenhörnchen sind tagaktiv und fressen Samen, Nüsse, Rinde, Blätter und Blüten sowie manchmal Insekten.
Das Verhalten des Nördlichen Palmenhörnchens ist etwas besser erforscht als das der anderen Arten. Es lebt in Gruppen von etwa zehn Individuen, die in einem Baum leben und sich mit schrillen Rufen verständigen, die Vogelstimmen ähneln. Die Männchen kämpfen um das Recht, sich mit einem Weibchen paaren zu können. Nach anschließenden 40 Tagen Tragzeit kommen ein bis fünf Junge zur Welt. Sie werden in einem kugelförmigen Nest aus Pflanzenfasern großgezogen.
Das seltene Layard-Palmenhörnchen und das Dunkle Palmenhörnchen werden von der IUCN als „gefährdet“ (vulnerable) eingestuft, da die Lebensräume durch Forstwirtschaft und Waldbrände stetig kleiner werden. Die drei übrigen Arten der Gestreiften Palmenhörnchen sind in ihrem Bestand nicht bedroht.

## Systematik
Die Gestreiften Palmenhörnchen sind eine eigenständige Gattung innerhalb der Schönhörnchen. Die wissenschaftliche Erstbeschreibung der Gattung stammt von René Primevère Lesson aus dem Jahr 1835.
Die folgenden Arten werden zu dieser Gattung gerechnet:
- Layard-Palmenhörnchen (Funambulus layardi), Südspitze Indiens, Sri Lanka
- Indisches Palmenhörnchen (Funambulus palmarum), Zentral- und Süd-Indien, Sri Lanka
- Nördliches Palmenhörnchen (Funambulus pennantii), Zentral- und Nord-Indien, Pakistan, südöstl. Iran
- Dunkles Palmenhörnchen (Funambulus sublineatus), Südspitze Indiens, Sri Lanka
- Dschungel-Palmenhörnchen (Funambulus tristriatus), südwestl. Küstenregion Indiens

In älteren Systematiken wurden die Gestreiften Palmenhörnchen mit einigen afrikanischen Hörnchen zum Tribus Funambulini vereinigt. In jüngeren Werken werden sie jedoch den Schönhörnchen zugeteilt.